# Cinéma syrien

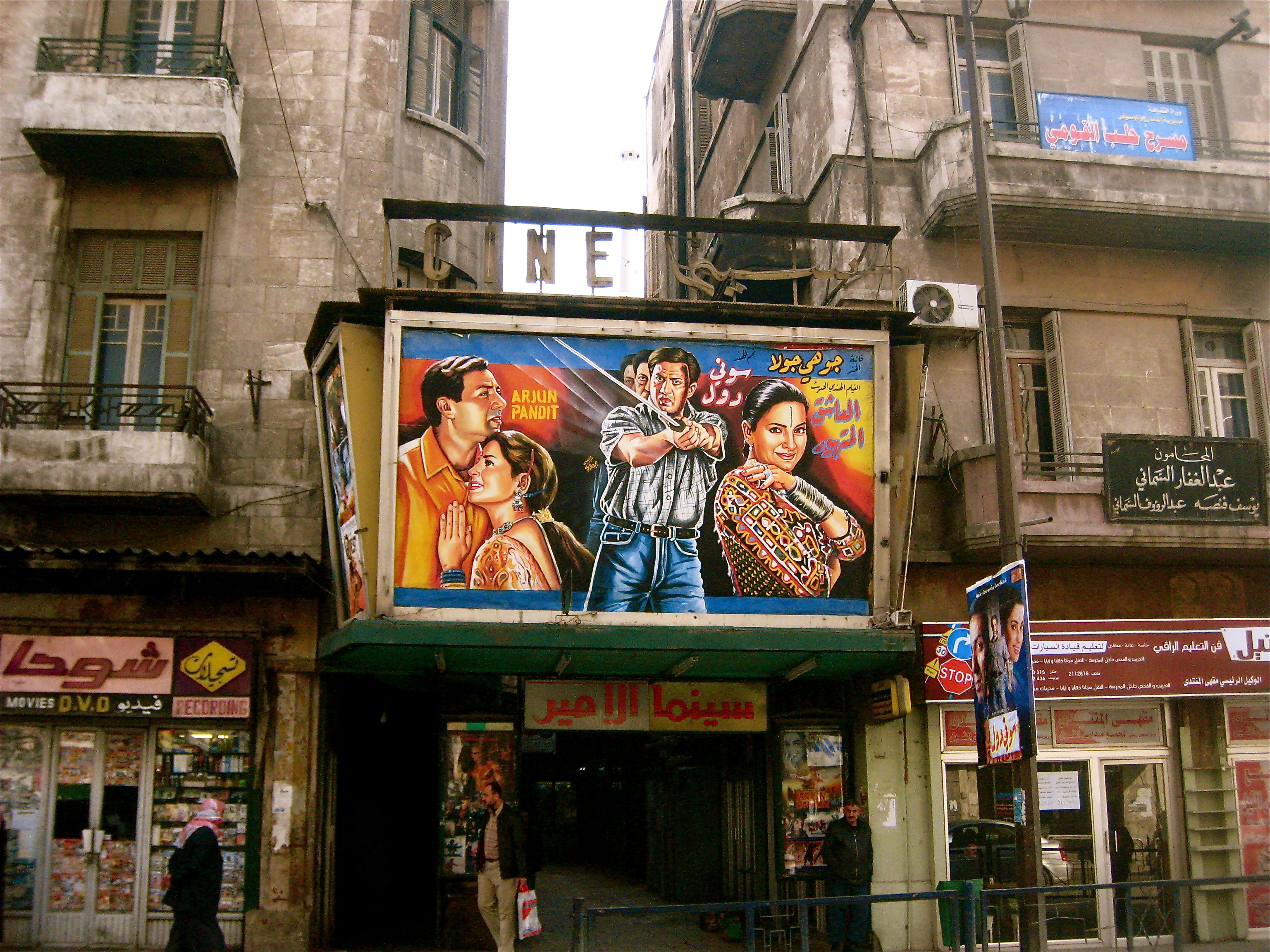
Un cinéma à Alep

Le cinéma syrien existe depuis le début du XXe siècle. 
Le premier film syrien, Al Muttaham al Baree (Le suspect innocent), est sorti en 1928. 
Depuis le début des années 1960, le secteur du cinéma a été essentiellement géré par l'Organisation nationale pour le cinéma, ONC, un département du Ministère de la Culture. L'industrie cinématographique s'est épanouie dans les années 1960, malgré une évolution significative vers des documentaires nationalistes, et continue à attirer l'attention. 
Parmi les principaux cinéastes : Nazih Shabandar, Rachid Jalal, et Kaïss Al Zoubeidi.

## Histoire
En 1908, la première projection cinématographique publique connue, en Syrie, a lieu dans un café d'Alep. 
En 1916, huit ans plus tard, l'administration de l'Empire ottoman autorise la première salle de cinéma, à Damas, inaugurée par le gouverneur ottoman, Djemal Pacha, mais détruite par un incendie un mois plus tard. 
La France assure un mandat sur la Syrie, et de nombreuses salles de spectacle ouvrent à Damas. 
Le premier film syrien est Al Muttaham al Baree (The Innocent Suspect/Le Suspect innocent), un film muet en noir et blanc, de fiction, réalisé en 1928. Le succès du film écrit, réalisé et produit par Rachid Jalal, en association avec Ahmed Tello, leur permet de créer la première société de production syrienne, Film Hermon. 
En 1934, le second film syrien, muet et en noir et blanc, Tahta Sama 'Dimashq (Under the Damascus Sky, Sous le ciel de Damas ), avec une bande son simultanée de musique égyptienne walkie,al Unshudat Fouad (Hymn of the Heart, Hymne du Cœur). L'échec commercial du film est éclipsé par le succès de la bande son, al Unshudat al Fouad.
En 1947, Nazih Shabandar installe un studio de production avec du matériel qu'il crée lui-même. En 1948, il produit le premier film parlant syrien, Nur wa Thalam ( (Light and Darkness, Lumière et Ténèbres), écrit par Mohamed Shamel et Ali el-Arna'ut. Ce film est également important, parce qu'y figurent plusieurs étoiles montantes syriennes : Rafiq Shukri, Yevett Feghli, et Anouar el-Baba.

### Années 1950
La production de films se développe au cours des années 1950, toujours entravée par une distribution terne. Les années 1960 permettent des améliorations significatives avec le duo comique de Doreid Laham et Nuhad al-Qala'i, qui élargit les marges bénéficiaires. Leur premier film, Aqd al-Lulu (Necklace of Pearls, Collier de perles), sort en 1965, premier d'une longue série à un rythme de deux par an.

### Années 1960
Les années 1960 marquent une transition pour la réalisation de films syriens. En 1963, l'Organisation générale pour le Cinéma est créée comme le bras du ministère de la Culture pour superviser la production et la distribution des films syriens. 
À la suite des morts des soldats arabes dans la Guerre des Six Jours et de la perte du Golan, le gouvernement accorde à l'Organisation générale pour le Cinéma (General Organization for Cinema), le strict monopole de la production et de la distribution de films. En conséquence, l'industrie cinématographique privée disparaît à la fin des années 1960. 
Le gouvernement favorise les films vantant les avancées dans l'agriculture, la santé et le transport. Des films documentaires sont produits en grand nombre pour promouvoir la construction d'infrastructures, l'impact de la réforme agricole et la fourniture de services publics. Le cinéma syrien passe du divertissement à la propagande. 
Qays al-Zubeidy produit plusieurs films sur les luttes des réfugiés palestiniens. Des films comme Bai'dan 'an al-Watan (Far from their Country, Loin de leur pays) et Shahadat al-Zaman Filastinyyin fi al-Harb (Testimonies of Palestinians in the Time of War, Témoignages de Palestiniens dans les temps de guerre), sortent en 1970 et 1972, et sont distribués dans le monde arabe dans le but de sensibiliser davantage les masses. 
Le premier film de fiction produit par l'Organisation générale pour le Cinéma est Sa'eq al-Shahinah (The Truck Driver, Le conducteur du camion), réalisé par le cinéaste yougoslave Poçko Fockovic sort en 1967.

### Années 2000
L'âge d'or du cinéma syrien !

### Années 2010: printemps syrien
La situation syrienne, depuis quelques années, et particulièrement depuis 2011, est à l'origine d'une effervescence artistique, partiellement cinématographique, avec des moyens différents... avant la guerre civile syrienne.

## Quelques noms
- Omar Amiralay
- Mohammad Malas : Les Rêves de la ville (1984), Passion (2005), Une échelle pour Damas (2013)
- Doured Lahham : Les Frontières (1984), Le Rapport (1986)
- Sanaa Debsi
- Sara Debsi
- Muhammad Bayazid
- Hala Alabdalla
- Rafat Alzakout, marionnettiste, Home, film documentaire, 2015, 69 min, en ligne[3]

### Listes et catégories
- Liste de films syriens
- (en) Films A-Z, Films (chronologie)
- (en) Réalisateurs